# Corbeil-Cerf

Corbeil-Cerf este o comună în departamentul Oise, Franța. În 1 ianuarie 2022 avea o populație de 332 de locuitori.